# Сайфуллин, Искандэр Фуадович
Искандэ́р Фуа́дович Сайфу́ллин (тат. Искәндәр Фоат улы Сәйфуллин, İskəndər Foat uğlı Səyfullin) (род. 25 июля 1955, Казань) — архитектор, ведущий автор идеи воссоздания мечети Кул Шариф в Казанском Кремле и один из её проектировщиков (1997—2001).

## Биография
В 1972 поступил на архитектурный факультет Казанского архитектурно-строительного института, в 1974 перевёлся на факультет градостроительства Московского архитектурного института, который окончил в 1978 году.
В 1978 году был ассистентом каф. Архитектурного проектирования КИСИ; в 1980-84 годы — аспирант МАРХИ.
В 1985 году — ассистент каф. «Архитектурное проектирование» Казанского инженерно-строительного института (КИСИ), с 1993 год — старший преподаватель каф. «Архитектурное проектирование» Казанского государственного архитектурно-строительного университета.
В 1984 году работал инженер-архитектором СПКБ «КИСИ-Проект»; 1997—2002 годы — ведущий архитектор АПМ-2 «Татинвестгражданпроект»; 2004-05 годы — председатель СА РТ; с 2007 года — ведущий архитектор ООО «Татстройпроект».
Один из инициаторов идеи воссоздания мечети Кул Шариф в Казанском Кремле. В составе творческой мастерской института «Татинвестгражданпроект» проектировал Кул-Шариф — он является основным автором её объемно-пространственного решения, за что в 2007 году был выдвинут на премию имени Габдуллы Тукая, но присуждена была не ему.
С 04.10.2004 по 2005 был председателем Союза архитекторов Республики Татарстан.

## Конкурсы
- Территория Старого Аэропорта, г. Казань, (в составе ААЛ СПП КГАСУ) Забрускова М. Ю., Мустафина А. А., Фархуллин Р. Р., 2005 год;
- Территория Ягодной Слободы, г. Казань (в составе ААЛ СПП КГАСУ) Забрускова М. Ю., Мухаметзянова Э., Фархуллин Р. Р., 2007 год;
- Концепция развития столичного городского центра Казани 1987—1988 год, инициативный семинар НТТМ, в составе Забирова Ф. М., Сафронов М. В., Персова С. Г., Артамонов И. и др.;
- Концепция развития столичного центра городского центра Казани в составе ААЛ СПП КГАСУ 2002 год Забрускова М. Ю., Гильмутдинов Р. Т., Васильева Е., Хохлова О. В., Литке М., Латыпов А., Сайфуллин А. и др.;
- Концепция развития столичного городского центра Казани -ААЛ СПП КГАСУ 2006 го
- Проектное форэскизное планировочное предложение по кварталу Ноксинский спуск-Фучика, г. Казань в составе «Татстройпроект», рук. Губайдуллин Р. З., арх. Зайнуллина Д. Ш.;

## Проекты
- Эскизный проект жилого комплекса «Первая гора» по ул. Ульянова, г. Казань, рук. Губайдуллин Р. З., арх. Зайнуллина Д. Ш.;
- Эскизный проект жилого дома по ул. Комарова, д.4, г. Казань, арх. Бахусова Ю. С.;
- Эскизные и форэскизные проекты мечетей в Магадане, Уренгое, Владивостоке, Баку, Тюмени и Уфе, 2000—2006 год;
- Эскизный проект офис-центра «Вавилон» по ул. Островского, 65, г. Казань, рук. Мокеев Н. В., 2004-05 год;

## Награды
- Государственная премия Республики Татарстан имени Габдуллы Тукая (2012) — за создание архитектурного комплекса «Мечеть Кул Шариф»[7].